# Leopold Gernhardt
Leopold „Poldl“ Gernhardt (* 16. März 1920 in Wien; † 18. April 2013 ebenda) war ein österreichischer Fußballspieler und -trainer.

## Spielerkarriere

### Vereine
Gernhardt begann mit dem Fußballspielen beim ASK Graphia und wurde von seinem Freund Hermann Dvoracek zum Training des Rapidnachwuchses mitgenommen, wo er dem Trainer Leopold Nitsch auffiel und bald den Verein wechselte. Sein Debüt in der Kampfmannschaft gab er im September 1939, wo er gegen die Vienna gleich ein Eigentor verschuldete. In seinen ersten beiden Saisonen kam der vielseitig einsetzbare Spieler auf nur fünf Einsätze in der Gaumeisterschaft, rutschte aber ausgerechnet in der Finalrunde um die deutsche Meisterschaft wegen einer Verletzung des etatmäßigen Mittelläufers Johann Hofstätter in die erste Mannschaft. Gernhardt bestritt alle weiteren Spiele des Bewerbes und erreichte mit den Hütteldorfern das Finale gegen den FC Schalke 04. Dort rettete er beim Stand von 1:3 einen Ball auf der Torlinie und konnte schließlich mit seiner Mannschaft einen 4:3-Sieg feiern.
Ab diesem Zeitpunkt hatte sich der kampfstarke Spieler einen Stammplatz bei den Grün-Weißen gesichert, wo er hauptsächlich auf der rechten Seite zum Einsatz kam. In der ersten Nachkriegssaison gewann er mit Rapid das Double, wo er in der Läuferreihe meist neben Franz Wagner und Franz Kaspirek spielte. Auch mit seinen neuen Nebenleuten Gerhard Hanappi und Franz Golobic war der mittlerweile zum Mannschaftskapitän aufgestiegene Läufer erfolgreich und holte vier weitere Meistertitel, ehe er 1954 seine aktive Karriere beendete. Er wurde am Baumgartner Friedhof bestattet.

### Nationalmannschaft
Gernhardt debütierte in der Nationalmannschaft im August 1945 im ersten Länderspiel nach Kriegsende gegen die Ungarn als rechter Läufer. In den folgenden Jahren war er eine feste Größe im Nationalteam. Durch seine Vielseitigkeit kam er auf nicht weniger als fünf Positionen zum Einsatz, darunter auch mehrmals als Mittelstürmer. Im Sommer 1948 gehörte er zum Aufgebot bei den Olympischen Spielen, kam jedoch beim einzigen Bewerbsspiel der Österreicher nicht zum Einsatz. Häufig bildete er mit Hanappi und Ernst Ocwirk die Läuferreihe der Österreicher, ehe er schließlich seine letzten Auftritte im Nationalteam als Rechtsverbinder absolvierte. Sein letztes Spiel war ein 2:0-Sieg gegen Belgien im März 1952.

### Stationen
- 1939 bis 1954: SK Rapid Wien

### Erfolge
- Zentropacup-Sieger 1951
- 7 × Österreichischer Meister: 1940, 1941, 1946, 1948, 1951, 1952, 1954
- 1 × ÖFB-Cupsieger: 1946
- 1 × Deutscher Meister: 1941
- 27 Spiele für die österreichische Nationalmannschaft

## Trainerkarriere
Unmittelbar nach Ende seiner Spielerkarriere wechselte Gernhardt auf die Position des Sektionsleiters bei Rapid. Als im Frühjahr 1955 der Vertrag mit dem Trainer Viktor Hierländer beendet wurde, übernahm er interimistisch auch den Trainerposten bis Saisonende. Im Herbst 1955 beendete er seine Tätigkeit bei Rapid.
Nachdem er 1958 kurzzeitig Trainer des SC Wacker Wien gewesen war, übernahm Gernhardt im September 1960 den Trainerposten bei der Vienna, welche er zwei Saisonen lang betreute. Danach folgten Trainerstationen beim FC Lustenau 07 in der Saison 1962/63 und beim SK Austria Klagenfurt in der Saison 1963/64.
1965 wurde Gernhardt Teil des Betreuerteams des ÖFB, wo er zunächst für die Jugendauswahlen verantwortlich war und unter Leopold Šťastný Co-Trainer der Nationalmannschaft wurde. Auch danach war er weiter für den ÖFB tätig, so zum Beispiel als Spielbeobachter bei der Weltmeisterschaft 1978.

### Stationen
- 1955: SK Rapid Wien
- 1958: SC Wacker Wien
- 1960 bis 1962: First Vienna FC
- 1962 bis 1963: FC Lustenau 07
- 1963 bis 1964: SK Austria Klagenfurt